# Justice Smith
Justice Elio Smith (Los Angeles, 1995. augusztus 9. –) amerikai színész.
Olyan filmekben szerepelt, mint a Jurassic World: Bukott birodalom (2018), a Pokémon – Pikachu, a detektív (2019), a Veled minden hely ragyogó (2020), a Dungeons & Dragons: Betyárbecsület (2023) és a Ragyogj TV, ragyogj (2024).

## Élete
1995. augusztus 9-én született a kaliforniai Los Angelesben. 2013-ban végzett az Orange County School of the Arts-ban, és különböző színházi előadásokban szerepelt Orange megyében. Az édesapja fekete, édesanyja fehér.

## Pályafutása
2014-ben feltűnt a Nickelodeon A Thunderman család című szuperhős-vígjátéksorozatában, ahol két epizódban alakította Angus szerepét. Ugyanebben az évben szerepelt az HBO Masterclass című dokumentumsorozatában, valamint néhány Vlogbrothers-videóban is. 2015-ben a Papírvárosok című filmben szerepelt, ahol Marcus „Radar” Lincoln karakterét játszotta. 2016-ban főszerepet kapott a Netflix The Get Down című zenés drámasorozatában, ahol Ezekiel Figuero-t alakította. A sorozat forgatása alatt módszerszínészként dolgozott, és egy lepusztult bronxi lakásban élt, hogy jobban átérezze karaktere körülményeit. A sorozat 2016 augusztusában indult és 2017 áprilisában ért véget.
2017-ben felkerült a Forbes 30 30 év alatti listájára. Ugyanebben az évben Lucas Hedges oldalán szerepelt Anna Jordan Yen című Off-Broadway-darabjában a Lucille Lortel Theatre-ben. Az előadássorozat 2017 januárjában kezdődött és március 4-én ért véget. 2018 februárjában Justin szerepét alakította a Nap nap után című romantikus filmben, majd júniusban Franklin Webbet formálta meg a Jurassic World: Bukott birodalom című filmben.
2019-ben főszerepet játszott a Pokémon – Pikachu, a detektív című filmben. Elle Fanning oldalán szerepelt a Veled minden hely ragyogó című filmben, amelynek forgatása 2018 őszén kezdődött.
2020-ban részt vett az Acting for a Cause elnevezésű élő színdarab- és forgatókönyv-felolvasó sorozatban. Smith játszotta Jacket Oscar Wilde Bunbury – avagy jó, ha szilárd az ember, valamint Dennis Zieglert Kenneth Lonergan This Is Our Youth című darabjaiban. A felolvasás adományokat gyűjtött nonprofit szervezeteknek, köztük a Mount Sinai Medical Center számára.

## Magánélete
Smith 2020. június 5.-én Instagramon írt arról, hogy meleg. Kapcsolatban áll Nicholas L. Ashe színésszel. Együtt forgattak egy Calvin Klein kampányreklámot 2022 közepén.
Smith lelkes Pokémon-rajongó.

## Filmográfia

### Film
| Év   | Magyar cím                         | Eredeti cím                             | Szerep               | Magyar hang     |
| ---- | ---------------------------------- | --------------------------------------- | -------------------- | --------------- |
| 2014 |                                    | Trigger Finger                          | fiú az iskolában     |                 |
| 2015 | Papírvárosok                       | Paper Towns                             | Marcus Lincoln       | Gacsal Ádám     |
| 2018 | Nap nap után                       | Every Day                               | Justin               | Ember Márk      |
| 2018 | Jurassic World: Bukott birodalom   | Jurassic World: Fallen Kingdom          | Franklin Webb        | Penke Bence     |
| 2019 | Pokémon – Pikachu, a detektív      | Detective Pikachu                       | Tim Goodman          | Penke Bence     |
| 2020 | Veled minden hely ragyogó          | All the Bright Places                   | Theodore Finch       |                 |
| 2021 | Kukkolók                           | The Voyeurs                             | Thomas               | Penke Bence     |
| 2021 | Hibás Ron                          | Ron's Gone Wrong                        | Marc Wydell (hangja) | Baradlay Viktor |
| 2022 | Jurassic World: Világuralom        | Jurassic World Dominion                 | Franklin Webb        | Penke Bence     |
| 2023 | Simlis                             | Sharper                                 | Tom                  |                 |
| 2023 | Dungeons & Dragons: Betyárbecsület | Dungeons & Dragons: Honor Among Thieves | Simon Aumar          | Penke Bence     |
| 2024 | Ragyogj TV, ragyogj                | I Saw the TV Glow                       | Owen                 | Ungvári Gergely |
| 2024 | Bűvös Négerek Amerikai Társasága   | The American Society of Magical Negroes | Aren                 | Penke Bence     |
| 2025 | Szemfényvesztők 3.                 | Now You See Me: Now You Don't           | Charlie              |                 |

### Televízió
| Év        | Magyar cím          | Eredeti cím     | Szerep                 | Megjegyzés           |
| --------- | ------------------- | --------------- | ---------------------- | -------------------- |
| 2014      |                     | Masterclass     | Önmaga                 | 1 epizód             |
| 2014–2015 | A Thunderman család | The Thundermans | Angus                  | 2 epizód             |
| 2016–2017 |                     | The Get Down    | Ezekiel "Zeke" Figuero | főszerep (11 epizód) |
| 2019      | Tömény történelem   | Drunk History   | XIII. Ptolemaiosz      | 1 epizód             |
| 2021      | X generáció         | Generation      | Chester                | főszerep (16 epizód) |